# Osmylops pallidus
Osmylops pallidus är en insektsart som beskrevs av Tillyard in Withycombe 1926. Osmylops pallidus ingår i släktet Osmylops och familjen Nymphidae. Inga underarter finns listade i Catalogue of Life.